# نيل وولين
نيل وولين (بالإنجليزية: Neal S. Wolin)‏ (و. 1961 – م) هو سياسي من الولايات المتحدة الأمريكية .
تولى منصب وزير الخزانة الأمريكي .وهو عضو في الحزب الديمقراطي الأمريكي .

## التعليم
تعلم في جامعة أوكسفورد، وكلية ييل للحقوق.